# Luigi Pulci
Luigi Pulci (n. 15 august 1432, Florența, Republica Florentină – d. 11 noiembrie 1484, Padova, Republica Veneția) a fost un poet italian. Este cunoscut în special pentru opera sa Morgante sau Morgante Maggiore (Marele Morgante), care a apărut în forma sa finală în 1483 și povestește întâmplările unor conducători militari din timpul lui Carol cel Mare, așa cum a fost Orlando (sau Roland).

## Biografia
Luigi Pulci s-a născut în 1432 la Florența și a fost fiu a lui Jacopo di Francesco Pulci și Brigida de Bardi. După o copilărie dificilă cauzată de sărăcia familiei sale (familia Pulci erau una nobilă căzută), a fost introdus în 1461 familiei Medici, unde devenise prieten al tânărului Lorenzo de' Medici, cu care a împărtășit spiritul "jucăuș", care i-a distins pe cei doi în primele lucrări poetice: Beca di Dicomano, parodie a operei Nencia da Barberino scrisă de Lorenzo, la rândul ei parodie a dragostei de curte.
Între 1473 și 1474 s-a căsătorit cu Lucrezia degli Albizzi. În aceeași perioadă, climatul cercului de intelectuali al familiei Medici, inițial foarte influențat de dispoziția sa bizară și jucăușă, s-a schimbat considerabil datorită importanței asumate de filozofii platonici ai Academiei (Marsilio Ficino, Pico della Mirandola, Cristoforo Landino); Pulci a intrat în conflict cu acești intelectuali și a avut o controversă amară cu Ficino cu privire la nemurirea sufletului. Așa că Lorenzo l-a lăsat la margine.
Acest fapt și dificultățile financiare care i-au lovit pe frații Luca și Bernardo în jurul anului 1470, l-au obligat pe Pulci să se îndepărteze de Florența (pentru misiuni diplomatice în Camerino, Foligno și Napoli) și să intre în serviciul conducătorului Roberto di San Severino, pe care l-a urmat în diverse călătorii (Milano, Pisa si Veneția). În martie 1481 a fost numit căpitan al regiunii Val di Lugana, feudă din Sanseverino. După ce s-a îmbolnăvit în timpul unei călătorii, a murit la Padova în 1484 și a fost înmormântat în afara zidului care înconjura curtea bisericii San Tommaso Apostolo, „lângă o fântână” „fără nicio ceremonie sacră”, ca om „puțin sau deloc religios”.

## Opere
Morgante este capodopera lui Pulci și una dintre cele mai originale poezii din literatura italiană, având în vedere tonul jucăuș și aventurile uimitoare ale unor personaje. Este un poem epico-cavaleristic scris în octave, împărțit în cantari. Titlul provine din numele celui mai popular personaj al său, un uriaș pe care Orlando îl convertește la credința creștină și ale cărui aventuri alcătuiesc o mare parte din poveste. A fost lansat în 1478 în 23 de cantari și în 1483, în ediția definitivă, în 28 de cantari. Ultimele cinci cânturi ale ediției din 1483 au un stil foarte diferit de prima parte a poemului și povestesc moartea lui Orlando în Pasul Roncevaux.
Titlul de „Morgante maggiore” (Marele Morgante), care apare pe multe ediții, se referă la faptul că la vremea respectivă era disponibilă și o versiune mai mică a poveștii lui Pulci, cunoscută sub numele de „Morgante minore” sau „Marguttino” (Micul Morgante), unde apărea doar episodului gigantului Morgante și semi-gigantului Margutte.